# Hope (Arkansas)
Hope es la ciudad más grande y la sede del condado de Hempstead, Arkansas, Estados Unidos. De acuerdo con estimados de 2005 de la Oficina del Censo de los Estados Unidos, la población de la ciudad era de 10 467 habs. Además, Hope es la ciudad principal del área micropolitana de Hope, la cual incluye los condados de Hempstead y Nevada. 
La ciudad es conocida por ser el lugar de nacimiento del expresidente Bill Clinton y del exgobernador y precandidato presidencial en 2008 Mike Huckabee. Entre los residentes y nativos notables de la ciudad están el exjefe de Gabinete de la Casa Blanca Mack McLarty, exviceconsejero de la Casa Blanca Vince Foster, el congresista Mike Ross, la ex secretaria de Estado de Arkansas Kelly Bryant, el golfista Ken Duke y la actriz Melinda Dillon.

## Geografía
Hope se localiza a 33°40′4″N 93°35′24″O / 33.66778, -93.59000. Según la Oficina del Censo de los Estados Unidos, la ciudad tiene un área de 26,1 km², de los cuales 25,9 km² corresponde a tierra y 0,2 km² a agua (0,60%).

## Demografía
Para el censo de 2000, había 10.616 personas, 3.961 hogares y 2.638 familias en la ciudad. La densidad de población era 406,7 hab/km². Había 4,301 viviendas para una densidad promedio de 166,1 por kilómetro cuadrado. De la población 47,71% eran blancos, 43,17% afroamericanos, 0,38% amerindios, 0,30% asiáticos, 0,03% isleños del Pacífico, 6,63% de otras razas y 1,78% de dos o más razas. 13,48% de la población eran hispanos o latinos de cualquier raza.
Se contaron 3.961 hogares, de los cuales 34,3% tenían niños menores de 18 años, 40,8% eran parejas casadas viviendo juntos, 21,0% tenían una mujer como cabeza del hogar sin marido presente y 33,4% eran hogares no familiares. De 3.961 hogares, 192 era parejas no casadas: 175 heterosexuales, 11 parejas masculinas y 6 parejas femeninas. 29,3% de los hogares eran un solo miembro y 13,8% tenían alguien mayor de 65 años viviendo solo. La cantidad de miembros promedio por hogar era de 2,61 y el tamaño promedio de familia era de 3,20.
En la ciudad la población está distribuida en 28,9% menores de 18 años, 10,8% entre 18 y 24, 27,3% entre 25 y 44, 18,4% entre 45 y 64 y 14,6% tenían 65 o más años. La edad media fue 32 años. Por cada 100 mujeres había 87,3 varones. Por cada 100 mujeres mayores de 18 años había 81,7 varones.
El ingreso medio para un hogar en la ciudad fue de $25.385 y el ingreso medio para una familia $28.445. Los hombres tuvieron un ingreso promedio de $23.525 contra $17.394 de las mujeres. El ingreso per cápita de la ciudad fue de $12.783. Cerca de 22,3% de las familias y 27,2% de la población estaban por debajo de la línea de pobreza, 41,1% de los cuales eran menores de 18 años y 16,6% mayores de 65.